# Hermann Gottfried
Hermann Gottfried (* 30. Januar 1929 in Düren; † 3. April 2015 in Neuwied) war ein deutscher Künstler und Glasmaler.

## Leben
Hermann Gottfried besuchte die Volksschule in Düren. Er war Schüler des Grafikers K. Gerbeth und des Malers W. Recker. Er machte eine Ausbildung zum Teppichzeichner und wurde Patroneur bei den Anker-Teppich-Werken Düren. 1953 begann er mit ersten glasmalerischen Arbeiten, 1963 mit Fresko- und Seccomalereien im Kirchenraum. Sein Arbeitsgebiet umfasste die freie und angewandte Malerei sowie das Entwerfen von Kirchenfenstern. Bekannt wurde er vor allem durch seine Arbeiten am Straßburger Münster. Hermann Gottfried lebte und arbeitete lange in Herkenrath, einem Stadtteil von Bergisch Gladbach. Seit 2011 lebte er in Bad Neuenahr.

## Werk

### Glasfenster
Wohl eines seiner frühesten Glasfenster schuf Hermann Gottfried 1958 als Verkündigungsfenster (Verkündigung an Abraham, Elisabeth, Maria) für St. Peter und Paul in Kleinbüllesheim. In Köln sind seine Arbeiten in den Kirchen Groß St. Martin und St. Aposteln und die vier Fenster in St. Maria Magdalena und Lazarus auf dem Melaten-Friedhof. In der Wahlscheider Evangelischen Sankt-Bartholomäus-Kirche auf dem Berg sowie der Kapelle des dortigen Altenheims schuf er in den 1960er Jahren die Glasfenster. Aus dieser Zeit stammen auch sieben Fenster im nördlichen Seitenschiff der romanischen Kirche St. Nikolaus (Köln-Dünnwald). In Düsseldorf-Bilk fertigte er das Rundbogenfenster von 1964 in der Kirche Alt St. Martin. 1964 schuf er zwei Chor- und vier Seitenschifffenster mit alttestamentlichen Motiven in der Kreuzkirche Wiedenest. Im Erzbistum Paderborn entwarf er zwischen 1973 und 1982 die Fenster für die Kirche Heilig Kreuz in Arnsberg sowie 1982 die Fenster im „Hasenkamp“ des Paderborner Domes. Von 1983 bis 1988 gestaltete er den großen Fensterzyklus der Kirche St. Matthias in Berlin-Schöneberg, 1989 den der Kirche St. Lambertus in Troisdorf. Im westfälischen Hamm hat der Künstler die großen Querhausfenster (1994 Bergpredigt, 1995 Pfingsten) der Liebfrauenkirche gestaltet, sowie ein kleineres Rundfenster im Chorraum (1992).

### Ausmalungen
Eine Chorausmalung übernahm Gottfried in St. Norbert, Köln-Dellbrück, im Jahre 1964 (Geheimnis der Apokalypse). In Köln-Flittard gestaltete er die Kirche St. Hubertus 1976/1977 mit großflächigen Wandmalereien und Glasfenstern neu aus, zudem in der katholischen Kirche Birkenau (Odenwald) die Apsis. 1978 schuf Hermann Gottfried das Altarbild für die Kirche Zur Hl. Familie in Dormagen-Horrem. Für die Kirche Christi Geburt in Köln-Bocklemünd schuf Gottfried 1979 einen großflächigen Kreuzweg, der sich über die gesamte Nordwand der Kirche erstreckt. 1983 malte er Apsis und Kirchengewölbe der Kirche St. Stephanus in Leverkusen aus. In den Jahren 1988 bis 1993 schuf er das Deckengemälde des Drei-Conchen-Chors der Basilika St. Aposteln in Köln. 1997 malte er ein monumentales Stirnwandbild in der neobarocken Pfarr- und Klosterkirche St. Antonius im Stadtteil Holzhausen-Ohrbeck in Georgsmarienhütte.

## Ausstellungen
Im Jahr 2004 wurden seine Gemälde, Glasmalereien und Entwürfe in einer Retrospektive unter dem Titel Hermann Gottfried – Andere Welten im Deutschen Glasmalerei-Museum in Linnich präsentiert.
2011 vermachte Gottfried der Stiftung des Deutschen Glasmalerei-Museums Linnich Glasmalereien und Entwurfskartons als Schenkung, die zusammen mit anderen seiner Arbeiten vom 11. März bis 29. April 2012 im Deutschen Glasmalerei-Museum ausgestellt wurden.